# Aptandra caudata
Aptandra caudata är en tvåhjärtbladig växtart som beskrevs av A.H. Gentry & R. Ortiz. Aptandra caudata ingår i släktet Aptandra och familjen Aptandraceae. Inga underarter finns listade i Catalogue of Life.